# Weki Meki
Weki Meki (koreanisch 위키미키; stilisiert auch WEME) ist eine südkoreanische Girlgroup der dritten K-Pop-Generation, die 2017 von Fantagio gegründet wurde. Die Gruppe debütierte offiziell am 8. August 2017 mit dem Mini-Album WEME und der Single I Don’t Like Your Girlfriend. Der offizielle Fanclub-Name von Weki Meki lautet „Ki-Ling“.

## Geschichte

### Entstehung
Einige von Weki Mekis Mitgliedern waren bereits seit 2015 bei Fantagio in einem Trainingsprogramm unter dem Namen i-Teen Girls aktiv.
2016 nahmen Yoojung, Doyeon, Elly und andere Fantagio-Trainees an der Mnet-Castingshow „Produce 101“ teil. Sei war ebenfalls als Lee Seo-jeong in der Show zu sehen, allerdings war sie zu dieser Zeit noch bei LOUDers Entertainment unter Vertrag. Yoojung und Doyeon schafften es im Finale unter die besten elf zu kommen und wurden Teil der temporären Girlgroup I.O.I. Nach der Auflösung von I.O.I kehrten die beiden zur Agentur zurück und wurden am 22. März 2017 als die ersten beiden Mitglieder von Fantagios neuer Girlgroup vorgestellt. Wie groß die Gruppe sein und wann sie debütieren würde, war zu diesem Zeitpunkt noch nicht entschieden. Anfang Juni stellten Yoojung und Doyeon bei Live-Übertragungen über Naver V Live die restlichen sechs Mitglieder ihrer Gruppe vor. Am 6. Juli gab Fantagio in einer Pressemitteilung den Namen der neuen Gruppe bekannt: Weki Meki.

### 2017–heute: Debüt mitWEMEundLucky
Am 8. August 2017 debütierten Weki Meki offiziell mit dem Mini-Album WEME und der Single I Don’t Like Your Girlfriend. Die 1500 Tickets für die Debüt-Show der Gruppe waren innerhalb von einer Minute ausverkauft. WEME verkaufte sich bis November mehr als 47.000 Mal und war damit das meistverkaufte Album aller Girlgroups, die im Jahr 2017 in Südkorea debütierten.
Am 21. Februar 2018 erschien das zweite Mini-Album Lucky zusammen mit der Single La La La.
Anfang Mai wurde bekannt gegeben, dass Yoojung und Doyeon zusammen mit Seola und Luda von dem Cosmic Girls an einem gemeinsamen Projekt mit dem Namen WJMK (우주미키) arbeiten. Die Gruppe veröffentlichte die Single Strong (짜릿하게) am 1. Juni.
Am 8. August, dem ersten Jahrestag ihres Debüts, wurde der offizielle Fanclub-Name „Ki-Ling“, sowie die offiziellen Farben der Gruppe vorgestellt.
Weki Meki veröffentlichten am 11. Oktober ihr erstes Single-Album Kiss, Kicks zusammen mit der Single Crush.

## Mitglieder
| Name                | Geburtsname          | Geburtstag (Alter)      | Geburtsort | Position                    |
| ------------------- | -------------------- | ----------------------- | ---------- | --------------------------- |
| Ji Suyeon 지수연    | Ji Su-yeon 지수연    | 20. April 1997 (27)     | Goyang     | Team leader, Main Vocal     |
| Elly 엘리           | Jung Hae-rim 정해림  | 20. Juli 1998 (26)      | Gunpo      | Vocal                       |
| Choi Yoojung 최유정 | Choi Yoo-jung 최유정 | 12. November 1999 (25)  | Guri       | Vocal, Main Dance, Main Rap |
| Kim Doyeon 김도연   | Kim Do-yeon 김도연   | 4. Dezember 1999 (25)   | Wonju      | Lead Vocal, Lead Dance      |
| Sei 세이            | Lee Seo-jeong 이서정 | 7. Januar 2000 (25)     | Ansan      | Vocal, Rap                  |
| Lua 루아            | Kim Soo-kyung 김수경 | 6. Oktober 2000 (24)    | Seoul      | Vocal, Main Dance           |
| Rina 리나           | Kang So-eun 강소은   | 27. September 2001 (23) | Seoul      | Vocal, Lead Dance           |
| Lucy 루시           | Noh Hyo-jung 노효정  | 31. August 2002 (22)    | Goyang     | Vocal, Lead Dance, Rap      |

## Diskografie

### EPs
| Jahr | Titel Musiklabel                         | Höchstplatzierung, Gesamtwochen, AuszeichnungChartplatzierungen (Jahr, Titel, Musiklabel, Platzierungen, Wochen, Auszeichnungen, Anmerkungen) | Höchstplatzierung, Gesamtwochen, AuszeichnungChartplatzierungen (Jahr, Titel, Musiklabel, Platzierungen, Wochen, Auszeichnungen, Anmerkungen) | Anmerkungen                             |
| Jahr | Titel Musiklabel                         | KR | JP | Anmerkungen                             |
| ---- | ---------------------------------------- | --- | --- | --------------------------------------- |
| 2017 | WEME Fantagio + Interpark                | KR7 (10 Wo.)KR | — | Erstveröffentlichung: 8. August 2017    |
| 2018 | Lucky Fantagio + Interpark               | KR2 (9 Wo.)KR | JP36 (1 Wo.)JP | Erstveröffentlichung: 21. Februar 2018  |
| 2020 | Hide and Seek Fantagio + Kakao M         | KR13 (5 Wo.)KR | — | Erstveröffentlichung: 18. Juni 2020     |
| 2020 | New Rules Fantagio + Kakao M             | KR13 (5 Wo.)KR | — | Erstveröffentlichung: 8. Oktober 2020   |
| 2021 | I Am Me Fantagio + Kakao Entertainment   | KR12 (6 Wo.)KR | — | Erstveröffentlichung: 18. November 2021 |
| 2022 | Sunflower Fantagio + Kakao Entertainment | KR14 (2 Wo.)KR | — | Erstveröffentlichung: 2022              |

### Single-Alben
| Jahr | Titel Musiklabel                    | Höchstplatzierung, Gesamtwochen, AuszeichnungChartsChartplatzierungen (Jahr, Titel, Musiklabel, Platzierungen, Wochen, Auszeichnungen, Anmerkungen) | Anmerkungen                            |
| Jahr | Titel Musiklabel                    | KR | Anmerkungen                            |
| ---- | ----------------------------------- | --- | -------------------------------------- |
| 2018 | Kiss, Kicks Fantagio + Interpark    | KR5 (6 Wo.)KR | Erstveröffentlichung: 11. Oktober 2018 |
| 2019 | Lock End LOL Fantagio + Interpark   | KR6 (6 Wo.)KR | Erstveröffentlichung: 14. Mai 2019     |
| 2019 | Week End LOL a Fantagio + Interpark | KR7 (3 Wo.)KR | Erstveröffentlichung: 14. August 2019  |
| 2020 | Dazzle Dazzle Fantagio              | — | Erstveröffentlichung: 20. Februar 2020 |

### Singles
| Jahr | Titel Album                       | Höchstplatzierung, Gesamtwochen, AuszeichnungChartsChartplatzierungen (Jahr, Titel, Album, Platzierungen, Wochen, Auszeichnungen, Anmerkungen) | Anmerkungen                                             |
| Jahr | Titel Album                       | KR | Anmerkungen                                             |
| ---- | --------------------------------- | --- | ------------------------------------------------------- |
| 2017 | I Don’t Like Your Girlfriend WEME | KR95 (1 Wo.)KR | Erstveröffentlichung: 8. August 2017 Verkäufe: + 21.447 |
| 2018 | La La La Lucky                    | — | Erstveröffentlichung: 21. Februar 2018                  |
| 2018 | Crush Kiss, Kicks                 | — | Erstveröffentlichung: 11. Oktober 2018                  |
| 2018 | All I Want FM201.8                | — | Erstveröffentlichung: 2018 mit Hello Venus & Astro      |
| 2019 | Picky Picky Lock End LOL          | — | Erstveröffentlichung: 14. Mai 2019                      |
| 2019 | Tiki Taka (99 %) Week End LOL     | — | Erstveröffentlichung: 14. August 2019                   |
| 2020 | Dazzle Dazzle                     | — | Erstveröffentlichung: 20. Februar 2020                  |
| 2020 | Oopsy Hide and Seek               | — | Erstveröffentlichung: 18. Juni 2020                     |
| 2020 | Cool New Rules                    | — | Erstveröffentlichung: 8. Oktober 2020                   |
| 2021 | Siesta I Am Me                    | — | Erstveröffentlichung: 18. November 2021                 |
| 2024 | CoinciDestiny –                   | — | Erstveröffentlichung: 2024                              |

## Auszeichnungen
2018
- Korea Culture And Entertainment Awards – K-Pop Artist Award[16]

2019
- Korea First Brand Awards – Rising Star Award[17]
- Soribada Best K-Music Awards – Art-tainer Award[18]

2020
- Korea Culture And Entertainment Awards – K-Pop Artist Award[19]